# Unleashed (banda)
Unleashed é uma banda de death metal da Suécia, formada em 1989 por Johnny Hedlund em Estocolmo.

## Membros
- Johnny Hedlund - vocais, baixo (1989 - presente)
- Anders Schultz - bateria (1989 - presente)
- Tomas Olsson - guitarra base (1990 - presente)
- Fredrik Folkare - guitarra solo (1997 - presente)

### Ex-membros
- Fredrik Lindgren – guitarra (1989–1995)
- Robert Sennebäck - guitarra, vocais (1989-1990)

## Discografia

### Álbuns de estúdio
- Where No Life Dwells (1991)
- Shadows In The Deep (1992)
- Across The Open Sea (1993)
- Victory (1995)
- Warrior (1997)
- Hell’s Unleashed (2002)
- Sworn Allegiance (2004)
- Midvinterblot (2006)
- Hammer Battalion  (2008)
- As Yggdrasil Trembles (2010)
- Odalheim (2012)
- Dawn of the Nine (2015)

### EPs
- ...And the Laughter Has Died (2003)

### Álbuns ao vivo
- Live In Vienna ‘93 (1994)
- Eastern Blood - Hail to Poland (1996)

### Box set
- And We Shall Triumph in Victory (2003)
- Immortal Glory (2008)

### Demos
- Century Media Promo Tape (1990)
- ....Revenge (1990)
- The Utter Dark (1990)